# Як пограбувати банк (документальний фільм)
«Як пограбувати банк» (англ. How to Rob a Bank) — документальний кримінальний фільм про справжні пограбування банків, які здійснював головний герой. Фільм вийшов на Netflix 5 червня 2024 року.

## Опис
У цьому документальному фільмі про справжні злочини харизматичний Скотт Скерлок (1955–1996) із Сієтла 1990-х років здійснює безпрецедентну низку пограбувань банків (до двох десятків), використовуючи свою зовнішність, чарівність та неймовірну здатність зникати, користуючись макіяжем у голлівудському стилі (грабіжник отримав прізвисько «Голлівудський бандит» або просто «Голлівуд»).
Остання спроба пограбування закінчилася перестрілкою з поліцією, після чого були захоплені двоє членів банди, але Скерлоку тоді вдалося втекти. Один із затриманих спільників видав його місце перебування і, після того, як агенти ФБР оточили трейлер Скерлока та закликали його здатися, грабіжник покінчив життя самогубством пострілом у голову.
Стівен Роберт Морс (продюсер «Аманди Нокс») і його співрежисер Сет Порджес («Парк судного дня») почали працювати над фільмом ще у 2020 році й швидко знайшли багатьох причетних до гучної справи серійних пограбувань.

## Учасники фільму
- Скотт Скерлок — грабіжник банків (архівні кадри, в ігрових сценах фільму роль Скотта виконав Джордан Берчетт)[16]
- Еллен Глассер — спеціальний агент ФБР
- Шон Джонсон — спеціальний агент ФБР
- Майк Меган — детектив поліції Сієтла
- Девід Керлі — телерепортер KIRO-TV
- Дебора Горн — телерепортер KIRO-TV
- Джиммі Мейтсон — друг Скотта
- Елізабет Стентон — подруга Скотта
- Ті Джей Лоузі — друг Скотта
- Стів Меєрс — друг і співучасник Скотта
- Марк Біггінс — друг і співучасник Скотта
- Сюзанна Скерлок — сестра Скотта
- Стівен Гарпер — друг дитинства Скотта
- Снупі / Елбан Фістерер — друг Скотта
- Сюзан Додд — менеджерка банку
- Скотт Левін — менеджер банку
- Вільям Скерлок — батько Скотта (архівні кадри)